# 김상돈 (1961년)
김상돈(金相敦, 1961년 1월 10일 ~ )은 대한민국의 정치인이다. 제10대 경기도 의왕시장이다.

## 학력
- 고천국민학교 졸업
- 안양중학교 졸업
- 운봉공업고등학교 졸업
- 한양대학교 행정대학원 행정자치학 석사 (부정출석으로 인해 동신대학교 학사 학위가 취소됨에 따라 석사 학위도 취소될것으로 추정됨)[1][2]

## 경력
- 2002.07 ~ 2006.06: 제4대 경기도 의왕시의회 의원(초선, 오전동)
  - 2004.07 ~ 2006.06: 제4대 경기도 의왕시의회 후반기 부의장
- 2006.07 ~ 2010.06: 제5대 경기도 의왕시의회 의원(재선, 가 선거구)
  - 2008.07 ~ 2010.06: 제5대 경기도 의왕시의회 후반기 부의장
- 2010.07 ~ 2014.06: 제6대 경기도 의왕시의회 의원(3선, 가 선거구)
  - 2010.07 ~ 2012.06: 제6대 경기도 의왕시의회 전반기 의장
- 2014.07 ~ 2018.03: 제9대 경기도의회 의원(초선, 의왕시 제1선거구)
  - 2014.07 ~ 2016.06: 제9대 경기도의회 전반기 건설교통위원회 간사
  - 2016.07 ~ 2018.03: 제9대 경기도의회 후반기 문화체육관광위원회 위원
  - 2016.07 ~ 2018.03: 제9대 경기도의회 후반기 예산결산특별위원회 위원
- 2017.04 ~ 2017.05: 제19대 대통령선거 더불어민주당 경기도당 의왕시/과천시 선거대책위원회 본부장
- 2017.04 ~ 2017.05: 제19대 대통령선거 더불어민주당 문재인후보 중앙선거대책위원회 중소벤처기업위원회 부위원장
- 2018.07 ~ 2022.06: 제10대 민선 7기 경기도 의왕시장(초선)

## 공직선거법 위반
제7회 지방 선거 경기 의왕시장 선거 운동 당시 선거법상 명함 배포가 금지된 종교시설에서 명함을 돌린 혐의(공직선거법 위반)로 불구속 기소되어 2019년 4월 26일 수원지법 안양지원에서 열린 1심에서 벌금 100만 원을 선고받았다. 2019년 7월 19일 수원고법에서 열린 2심에서 벌금 90만 원을 선고받았다. 검찰이 상고하지 않아 형이 확정되어 시장직을 유지하게 되었다.

## 역대 선거 결과
|  | 33.95% |

|  | 13.56% |

|  | 31.49% |

|  | 52.45% |

|  | 45.07% |

|  | 44.30% |

## 가족 관계
- 아버지 : 김대영(별세)